# Rue Ronsard
Die Rue Ronsard ist eine Straße im Quartier de Clignancourt von Paris im 18. Arrondissement.

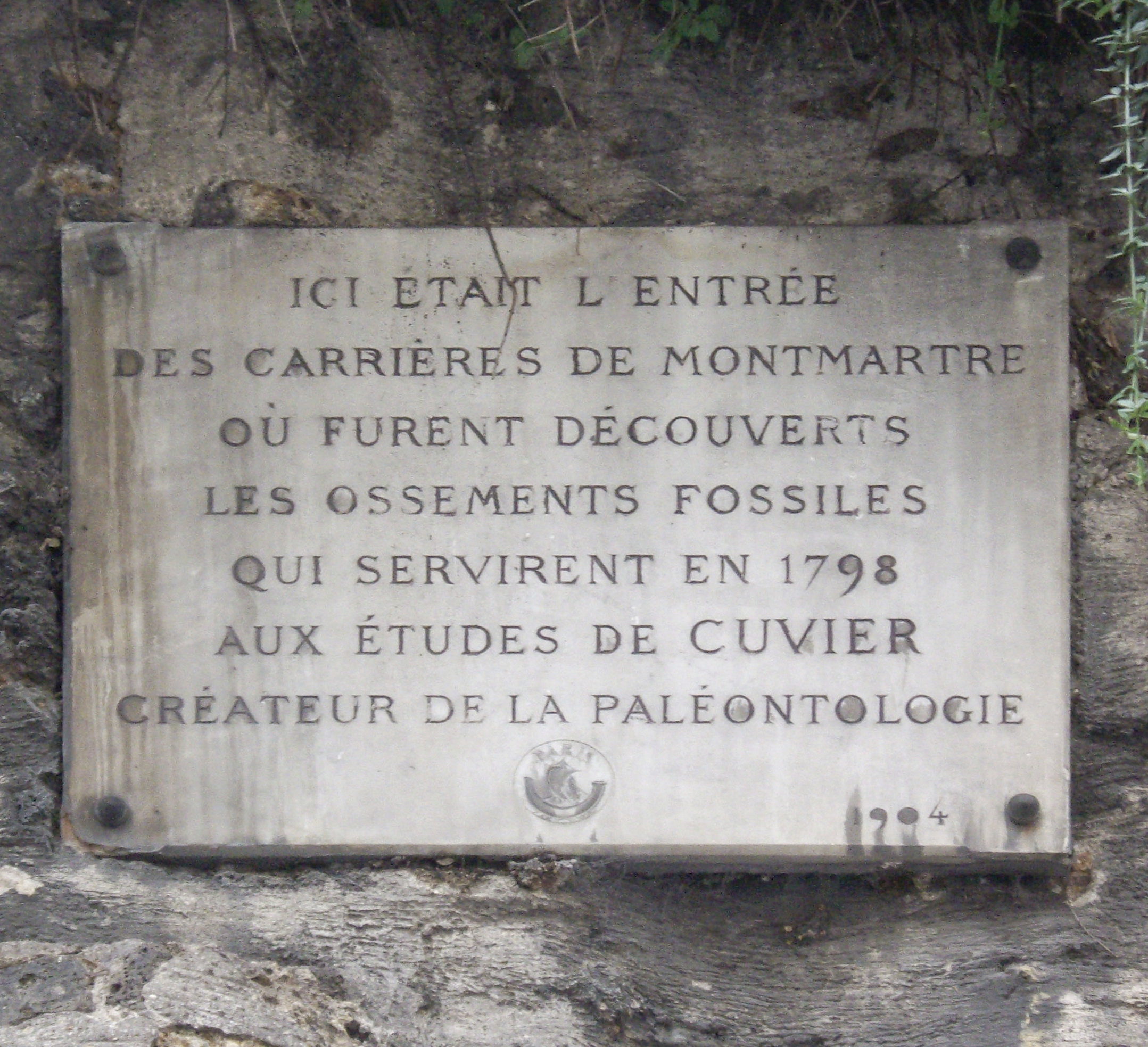
Tafel an der Mauer des Square Louise-Michel im nördlichen Teil der Rue Ronsard.

Die Straße führt als Einbahnstraße von der Stelle, an der die Rue Charles-Nodier und die Rue André del Sarte zusammentreffen, entlang dem Westhang des Square Louise-Michel zum Place Saint-Pierre. Die Straße wurde nach dem französischen Dichter Pierre de Ronsard (1524–1585) benannt. Die Straße wurde am 11. August 1867 eröffnet und am 10. Februar 1875 benannt.

## Sehenswürdigkeiten
- Die Straße verläuft im südlichen Teil längs der Halle Saint Pierre.
- Die Straße verläuft entlang dem westlichen Hang des Square Louise-Michel. Am nördlichen Ende erinnert eine Tafel an die Steinbrüche von Montmartre.